# Larry David Wilson
Larry David Wilson est un herpétologiste américain né en 1940.
Diplômé de l'Université d'État de Louisiane, il travaille à l'Instituto Regional de Biodiversidad (IRBio) au Honduras.

## Quelques taxons décrits
- Atelophryniscus chrysophorus
- Bufo leucomyos
- Craugastor anciano
- Craugastor aurilegulus
- Craugastor chrysozetetes
- Craugastor cruzi
- Craugastor epochthidius
- Craugastor fecundus
- Craugastor olanchano
- Craugastor omoaensis
- Craugastor pechorum
- Craugastor saltuarius
- Duellmanohyla salvavida
- Duellmanohyla soralia
- Ecnomiohyla minera
- Ecnomiohyla salvaje
- Exerodonta catracha
- Hyalinobatrachium cardiacalyptum
- Hyalinobatrachium crybetes
- Isthmohyla insolita
- Plectrohyla chrysopleura
- Plectrohyla dasypus
- Plectrohyla exquisita
- Plectrohyla psiloderma
- Ptychohyla hypomykter